# RenameMaster
RenameMaster est un gratuiciel (logiciel gratuit pour une utilisation privée non commerciale) développé par Jackass JoeJoe's Freeware Utilities et destiné au renommage de fichiers par lot (batch renaming,) comme des photos, des vidéos, des morceaux de musique...

## Langues et système d'exploitation
Le logiciel est disponible uniquement en anglais et sur le système d'exploitation Windows (95 / 98 / 2000 / XP / Vista / 7 / 8 / 10),,.

## Formats de fichiers supportés
RenameMaster prend en charge un grand nombre de formats tels que MP3, JPEG, GIF, TIFF.

## Fonctionnalités
RenameMaster offre de nombreuses possibilités de manipulation du nom et de l'extension des fichiers, utiles principalement pour la gestion des photos. Une fonction permet également de modifier les données EXIF des photos.
Le logiciel présente deux fenêtres : la fenêtre de gauche affiche les options de renommage tandis que celle de droite montre la liste des fichiers d'image à renommer. La fenêtre de droite permet de filtrer sur le type de fichier.
Les modifications peuvent être :
- prévisualisées[3],[4],[6],[7]
- cumulées ;
- annulées (undo)[6],[7].

### Ajout
- ajout d'un compteur au début ou à la fin du nom du fichier ;
- ajout d'un mot ou d'une variable (date, etc.) au début ou à la fin du nom du fichier ;
- ajout d'un mot ou d'une variable avant ou après un mot donné ;
- ajout d'un mot ou d'une variable à une position donnée[2],[6].

### Remplacement
- remplacement d'un mot par un autre[6] ;
- remplacement des nombres par un compteur séquentiel.

### Suppression
- suppression d'un mot ou d'une série de mots[3] ;
- suppression des N premiers ou derniers caractères du nom du fichier[3] ;
- suppression des caractères situés entre deux positions dans le nom du fichier ;
- suppression des caractères situés avant ou après un mot donné ;